# 超級戰艦 (軍艦)
超級戰艦是指《華盛頓海軍條約》廢掉後倣生出來後的超大型戰艦。著名的有大和級，南達科他級和衣阿华级战列舰。
特徵
總排水量一般在35000噸以上，主砲 一般口徑超過13英吋